# Gaius Cassius Longinus (tirannendoder)
Gaius Cassius Longinus (circa 87 v. Chr. - 3 oktober 42 v. Chr.) was een senator die een belangrijke rol in het complot tegen Julius Caesar speelde.

## Biografie
Cassius was gehuwd met Iunia Tertia, een zuster van Brutus. Hoewel Cassius intelligenter en praktischer zou zijn geweest dan Brutus, schijnt hij minder invloed te hebben gehad. Hij was een uitstekend militair met een heftig temperament en een scherpe tong en interesseerde zich voor de literatuur. Vermoedelijk dreef zijn eerzucht hem tot de moord op Caesar.
Er is weinig bekend over zijn jeugd. In 53 v.Chr. nam hij als quaestor deel aan de veldtocht van Crassus tegen de Parthen, in de Slag bij Carrhae voerde hij het bevel over een van de vleugels en wist te ontkomen; daarna verdedigde hij twee jaar lang met succes Syrië tegen de Parthische aanvallen.
In 49 v.Chr. en 48 v.Chr. voerde hij het bevel over een deel van de vloot van Pompeius, en na de Slag bij Pharsalus in 48 v.Chr. werd hij door Caesar begenadigd. Toch bleef Cassius Caesars tegenstander. In 44 v.Chr., in welk jaar hij praetor peregrinus was (praetor voor "vreemdelingen"), speelde hij, samen met Brutus de hoofdrol in de samenzwering tegen Caesar; in zijn huis kwamen op 15 maart de samenzweerders bijeen voordat ze naar het Theater van Pompeius gingen om Caesar te vermoorden, want de curia onderging op dat moment onderhoudswerken.
Niet lang na de moord op Caesar verliet Cassius Rome en in de zomer van 44 v.Chr. begaf hij zich naar Syrië. Bij Laodicea versloeg hij in opdracht van de senaat de consul Dolabella. Na de totstandkoming van het driemanschap Octavianus, Marcus Antonius en Lepidus in november 43 v.Chr. werden Brutus en Cassius echter tot staatsvijanden verklaard. In 42 v.Chr. staken beiden de Hellespont over naar Thracië, waarbij ze bij Philippi de legers van Marcus Antonius en Octavianus tegenkwamen.
Brutus' en Cassius' plan was om de vijand te laten verhongeren, maar ze moesten uiteindelijk toch de strijd aangaan. Brutus versloeg Octavianus, maar Cassius had minder geluk. Toen Antonius in de eerste slag bij Philippi het kamp van Cassius veroverde, gaf hij Pindarus opdracht hem te doden (3 oktober 42 v.Chr.). Brutus zou Cassius de Laatste der Romeinen hebben genoemd en hem heimelijk op het eiland Thasos hebben begraven.

## Nalatenschap
Cassius wordt door Dante genoemd in La Divina Commedia. Op het laagste niveau van de hel wordt hij voor eeuwig fijngemalen tussen Lucifers kaken, samen met Brutus en Judas Iskariot; dezen worden gezien als de grootste verraders in de geschiedenis.